# Pedicularis melalimne
Pedicularis melalimne är en snyltrotsväxtart som beskrevs av Robert Reid Mill. Pedicularis melalimne ingår i släktet spiror, och familjen snyltrotsväxter. Inga underarter finns listade i Catalogue of Life.